# Simulium rothfelsi
Simulium rothfelsi es una especie de insecto del género Simulium, familia Simuliidae, orden Diptera.
Fue descrita científicamente por Adler, Brockhouse & Currie, 2003.